# Alexandru Nicolescu

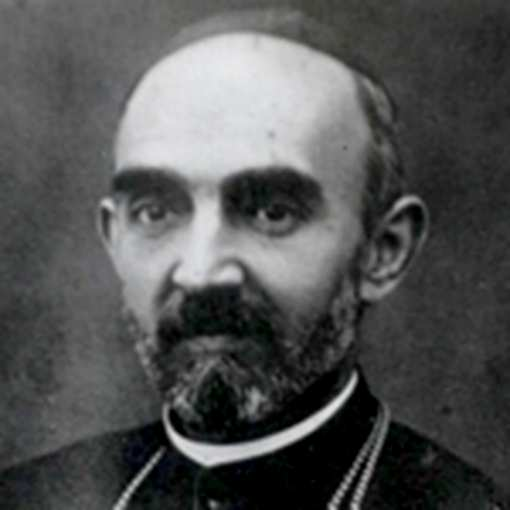
Alexandru Nicolescu

Alexandru Nicolescu (* 8. Juli 1852 in Tulgheș, im Komitat Csík (deutsch:Tschick), Siebenbürgen; † 5. Juni 1941 in Blaj, Rumänien) war rumänisch griechisch-katholischer Erzbischof von Făgăraș und Alba Iulia.

## Leben
Alexandru Niculescu studierte an der Päpstlichen Universität Urbaniana in Rom, wo er 1904 zum Doktor der Philosophie und Theologie promovierte und zum Priester des Zölibats geweiht wurde. Seine ersten seelsorgerischen Aufgaben führten ihn in die Mission nach Nordamerika. Danach wurde er Professor für Moraltheologie am erzbischöflichen Theologischen Seminar in Blaj und Mitglied des Metropolitan-Kapitels.
Am 25. Februar 1922 wurde er zum Bischof von Lugoj ernannt. Konsekriert wurde er am 18. Juni 1922 in der Dreifaltigkeits-Kathedrale von Blaj durch den Metropolitan-Erzbischof von Făgăraș und Alba Iulia Vasile Suciu. Mitkonsekratoren waren Valeriu Traian Frențiu, der Bischof von Lugoj und Iuliu Hossu der Bischof von Gherla, Armenopoli, Szamos-Újvár. In der Kathedrale von Lugoj wurde er am 16. Juli 1922 in sein Bistum installiert. 
Am 29. August 1936 wurde er zum Nachfolger von Vasile Suciu zum Erzbischof und Metropoliten von Făgăraș und Alba Iulia ernannt. Nach dem Staatsstreich des Königs war Nicolescu 1940 kurzzeitig Mitglied des Kronrats.
Am 5. Juni (in der Woche vor Pfingsten) 1941 starb Erzbischof Alexandru Nicolescu und wurde in der Krypta der Dreifaltigkeitskathedrale von Blaj beigesetzt.